# Élections municipales de 2014 dans le Morbihan
Les élections municipales dans le Morbihan se sont déroulées les 23 et 30 mars 2014. Les listes suivantes recensent les résultats obtenus dans les communes du département de plus de 3 000 habitants.

## Maires sortants et maires élus
Le scrutin est marqué par des changements notoires. La gauche perd Arradon, Auray, Baden, Brech, Elven, Inzinzac-Lochrist, Ploemeur, Ploërmel, Pluméliau, Pontivy, Questembert et Quéven (administrée à gauche depuis 1947). Elle l'emporte Monterblanc, Plescop et Pluvigner. La droite demeure majoritaire dans le département avec notamment la réélection du maire sortant de Vannes. L'UDI se maintient à Guer et Plouay, tandis que MoDem est battu à Grand-Champ.
| Commune           | Population | Maire sortant             | Parti | Parti | Maire élu                | Parti | Parti |
| ----------------- | ---------- | ------------------------- | ----- | ----- | ------------------------ | ----- | ----- |
| Allaire           | 3 674      | Jean-François Mary        |       | DVG   | Jean-François Mary       |       | DVG   |
| Arradon           | 5 454      | Dominique Mourier         |       | DVG   | Antoine Mercier          |       | DVD   |
| Auray             | 12 536     | Guy Roussel               |       | DVG   | Jean-Claude Dumoulin     |       | UDI   |
| Baden             | 4 199      | Maurice Nicolazic         |       | DVG   | Michel Bainvel           |       | DVD   |
| Baud              | 6 059      | Jean-Paul Bertho          |       | PS    | Jean-Paul Bertho         |       | PS    |
| Belz              | 3 508      | Bruno Goasmat             |       | DVD   | Bruno Goasmat            |       | DVD   |
| Brech             | 6 540      | Paul Baudic               |       | DVG   | Fabrice Robelet          |       | DVD   |
| Carnac            | 4 227      | Jacques Bruneau           |       | UMP   | Olivier Lepick           |       | DVD   |
| Caudan            | 6 865      | Gérard Falquerho          |       | DVD   | Gérard Falquerho         |       | DVD   |
| Cléguer           | 3 298      | Robert Remot              |       | DVD   | Alain Nicolazo           |       | DVD   |
| Crach             | 3 300      | Jean-Loïc Bonnemains      |       | DVD   | Jean-Loic Bonnemains     |       | DVD   |
| Elven             | 5 411      | Marcel Le Boterff         |       | DVG   | Gérard Gicquel           |       | DVD   |
| Erdeven           | 3 496      | Marie-Françoise Le Jossec |       | UMP   | Dominique Riguidel       |       | DVD   |
| Férel             | 3 041      | Patrick Bastien           |       | DVD   | Françoise Fonmarty       |       | DVD   |
| Gourin            | 4 076      | David Le Solliec          |       | UMP   | David Le Solliec         |       | UMP   |
| Grand-Champ       | 5 031      | Gilles-Marie Pelletan     |       | MoDem | Yves Bleunven            |       | UMP   |
| Guer              | 6 240      | Jean-Luc Bléher           |       | UDI   | Jean-Luc Bléher          |       | UDI   |
| Guidel            | 10 260     | François Aubertin         |       | UMP   | François Aubertin        |       | UMP   |
| Hennebont         | 15 456     | Gérard Perron             |       | PCF   | André Hartereau          |       | DVG   |
| Inzinzac-Lochrist | 6 129      | Jean-Pierre Bageot        |       | PS    | Armelle Nicolas          |       | DVD   |
| Kervignac         | 6 183      | Jacques Le Ludec          |       | DVD   | Jacques Le Ludec         |       | DVD   |
| Landévant         | 3 332      | Jean-François Le Neillon  |       | DVD   | Jean-François Le Neillon |       | DVD   |
| Lanester          | 22 164     | Thérèse Thiéry            |       | DVG   | Thérèse Thiéry           |       | DVG   |
| Languidic         | 7 309      | Maurice Olliero           |       | DVD   | Patricia Kerjouan        |       | DVD   |
| Larmor-Plage      | 8 277      | Victor Tonnerre           |       | DVD   | Victor Tonnerre          |       | DVD   |
| Locminé           | 4 211      | Grégoire Super            |       | UMP   | Grégoire Super           |       | UMP   |
| Locmiquélic       | 4 186      | André Le Roux             |       | DVG   | Nathalie Le Magueresse   |       | DVG   |
| Locoal-Mendon     | 3 167      | Louis Hervé               |       | DVD   | Jean-Maurice Majou       |       | DVD   |
| Lorient           | 57 408     | Norbert Métairie          |       | PS    | Norbert Métairie         |       | PS    |
| Mauron            | 3 350      | Christian Perrocheau      |       | DVD   | Eugène Grasland          |       | DVD   |
| Merlevenez        | 3 100      | Jean-Michel Corlay        |       | DVD   | Jean-Michel Corlay       |       | DVD   |
| Monterblanc       | 3 139      | Joseph Cloarec            |       | DVD   | Gérard Guilleron         |       | DVG   |
| Moréac            | 3 863      | André Allioux             |       | DVD   | Pascal PSlier            |       | DVD   |
| Muzillac          | 4 707      | Joseph Brohan             |       | DVD   | Joseph Brohan            |       | DVD   |
| Nivillac          | 4 146      | Jean Thomas               |       | UMP   | Alain Guihard            |       | DVD   |
| Noyal-Pontivy     | 3 710      | Michel Houdebine          |       | DVD   | Marc Kerrien             |       | DVD   |
| Plescop           | 4 815      | Nelly Fruchard            |       | UDB   | Loïc Le Trionnaire       |       | PS    |
| Ploemeur          | 17 747     | Loïc Le Meur              |       | PS    | Ronan Loas               |       | UMP   |
| Ploeren           | 6 015      | Gilbert Lorho             |       | DVD   | Gilbert Lorho            |       | DVD   |
| Ploërmel          | 9 221      | Béatrice Le Marre         |       | PS    | Patrick Le Diffon        |       | UMP   |
| Plouay            | 5 293      | Jacques Le Nay            |       | UDI   | Jacques Le Nay           |       | UDI   |
| Plouhinec         | 5 085      | Adrien Le Formal          |       | DVD   | Adrien Le Formal         |       | DVD   |
| Pluméliau         | 3 602      | Daniel Kerbart            |       | PS    | Benoit Quéro             |       | DVD   |
| Plumergat         | 3 679      | Michel Jalu               |       | DVD   | Michel Jalu              |       | DVD   |
| Pluneret          | 5 223      | Jean-Jacques Mérour       |       | DVG   | Franck Vallein           |       | DVG   |
| Pluvigner         | 7 094      | Guigner Le Henanff        |       | DVD   | Gérard Pillet            |       | DVG   |
| Pont-Scorff       | 3 337      | Pierrik Névannen          |       | UMP   | Pierrik Névannen         |       | UMP   |
| Pontivy           | 14 011     | Henri Le Dorze            |       | PS    | Christine Le Strat       |       | DVD   |
| Questembert       | 7 464      | Paul Paboeuf              |       | PS    | Marie Annick Martin      |       | DVD   |
| Quéven            | 8 736      | Marc Cozilis              |       | PCF   | Marc Boutruche           |       | DVD   |
| Quiberon          | 5 028      | Jean-Michel Belz          |       | DVD   | Bernard Hilliet          |       | DVD   |
| Riantec           | 5 117      | Jean-Michel Bonhomme      |       | DVD   | Jean-Michel Bonhomme     |       | DVD   |
| Saint-Avé         | 10 559     | Hervé Pellois             |       | PS    | Anne Gallo               |       | PS    |
| Saint-Nolff       | 3 712      | Joël Labbé                |       | EELV  | Nadine Le Goff-Carnec    |       | DVG   |
| Sarzeau           | 7 688      | David Lappartient         |       | UMP   | David Lappartient        |       | UMP   |
| Séné              | 8 741      | Luc Foucault              |       | MRC   | Luc Foucault             |       | MRC   |
| Sérent            | 3 024      | Alain Marchal             |       | DVG   | Alain Marchal            |       | DVG   |
| Sulniac           | 3 234      | Pierre Le Droguen         |       | DVG   | Marylène Conan           |       | DVG   |
| Surzur            | 3 823      | Marcel Le Nevé            |       | DVD   | Michèle Nadeau           |       | DVG   |
| Theix             | 6 726      | Yves Questel              |       | DVG   | Yves Questel             |       | DVG   |
| Vannes            | 52 784     | David Robo                |       | UMP   | David Robo               |       | UMP   |

### Résultats en nombre de maires
| Partis       | Partis                            | Maires sortants | Maires élus | Évolution     |
| ------------ | --------------------------------- | --------------- | ----------- | ------------- |
|              | Divers droite                     | 23              | 32          | 9             |
|              | Union pour un mouvement populaire | 9               | 9           | en stagnation |
|              | UDI                               | 2               | 3           | 1             |
|              | MoDem                             | 1               | 0           | 1             |
| Total droite | Total droite                      | 35              | 44          | 9             |
|              | Parti socialiste                  | 9               | 4           | 5             |
|              | Divers gauche                     | 12              | 12          | en stagnation |
|              | PCF                               | 2               | 0           | 2             |
|              | EELV                              | 1               | 0           | 1             |
|              | UDB                               | 1               | 0           | 1             |
| Total gauche | Total gauche                      | 26              | 17          | 9             |
| Total        | Total                             | 61              | 61          | -             |

## Résultats dans les communes de plus de3 000 habitants

### Allaire
- Maire sortant : Jean-François Mary (DVG)
- 27 sièges à pourvoir au conseil municipal (population légale 2011 : 3 674 habitants)
- 4 sièges à pourvoir au conseil communautaire (CA Redon Agglomération)

|                          | Jean-François Mary * | DVG            | 1 261 | 100,00 | 27 | 4 |  |  |
|                          |                      |                |       |        |    |   |  |  |
| Inscrits                 | Inscrits             | Inscrits       | 2 749 | 100,00 |    |   |  |  |
| Abstentions              | Abstentions          | Abstentions    | 1 015 | 36,92  |    |   |  |  |
| Votants                  | Votants              | Votants        | 1 734 | 63,08  |    |   |  |  |
| Blancs et nuls           | Blancs et nuls       | Blancs et nuls | 473   | 27,28  |    |   |  |  |
| Exprimés                 | Exprimés             | Exprimés       | 1 261 | 72,72  |    |   |  |  |
| * Liste du maire sortant |                      |                |       |        |    |   |  |  |

### Arradon
- Maire sortant : Dominique Mourier (DVG)
- 29 sièges à pourvoir au conseil municipal (population légale 2011 : 5 454 habitants)
- 2 sièges à pourvoir au conseil communautaire (CA Golfe du Morbihan - Vannes Agglomération)

|                          | Antoine Mercier     | DVD            | 1 868 | 55,39  | 23 | 2 |  |  |
|                          | Dominique Mourier * | DVG            | 1 504 | 44,60  | 6  |   |  |  |
|                          |                     |                |       |        |    |   |  |  |
| Inscrits                 | Inscrits            | Inscrits       | 4 673 | 100,00 |    |   |  |  |
| Abstentions              | Abstentions         | Abstentions    | 1 214 | 25,98  |    |   |  |  |
| Votants                  | Votants             | Votants        | 3 459 | 74,02  |    |   |  |  |
| Blancs et nuls           | Blancs et nuls      | Blancs et nuls | 87    | 2,52   |    |   |  |  |
| Exprimés                 | Exprimés            | Exprimés       | 3 372 | 97,48  |    |   |  |  |
| * Liste du maire sortant |                     |                |       |        |    |   |  |  |

### Auray
- Maire sortant : Guy Roussel (DVG)
- 33 sièges à pourvoir au conseil municipal (population légale 2011 : 12 536 habitants)
- 7 sièges à pourvoir au conseil communautaire (CC Auray Quiberon Terre Atlantique)

| Tête de liste            | Tête de liste        | Liste          | Premier tour | Premier tour | Second tour | Second tour | Sièges | Sièges |
| Tête de liste            | Tête de liste        | Liste          | Voix         | %            | Voix        | %           | CM     | CC     |
| ------------------------ | -------------------- | -------------- | ------------ | ------------ | ----------- | ----------- | ------ | ------ |
|                          | Guy Roussel *        | DVG            | 2 018        | 39,02        | 2 605       | 47,50       | 8      | 1      |
|                          | Jean-Claude Dumoulin | UDI            | 1 733        | 33,51        | 2 879       | 52,49       | 25     | 6      |
|                          | Ronan Allain         | UMP-DVD        | 851          | 16,45        |             |             |        |        |
|                          | Roland Le Sauce      | FG             | 569          | 11,00        |             |             |        |        |
|                          |                      |                |              |              |             |             |        |        |
| Inscrits                 | Inscrits             | Inscrits       | 8 789        | 100,00       | 8 787       | 100,00      |        |        |
| Abstentions              | Abstentions          | Abstentions    | 3 467        | 39,45        | 3 170       | 36,08       |        |        |
| Votants                  | Votants              | Votants        | 5 322        | 60,55        | 5 617       | 63,92       |        |        |
| Blancs et nuls           | Blancs et nuls       | Blancs et nuls | 151          | 2,84         | 133         | 2,37        |        |        |
| Exprimés                 | Exprimés             | Exprimés       | 5 171        | 97,16        | 5 484       | 97,63       |        |        |
| * Liste du maire sortant |                      |                |              |              |             |             |        |        |

### Baden
- Maire sortant : Maurice Nicolazic (DVG)
- 27 sièges à pourvoir au conseil municipal (population légale 2011 : 4 199 habitants)
- 2 sièges à pourvoir au conseil communautaire (CA Golfe du Morbihan - Vannes Agglomération)

| Tête de liste  | Tête de liste  | Liste          | Premier tour | Premier tour | Second tour | Second tour | Sièges | Sièges |
| Tête de liste  | Tête de liste  | Liste          | Voix         | %            | Voix        | %           | CM     | CC     |
| -------------- | -------------- | -------------- | ------------ | ------------ | ----------- | ----------- | ------ | ------ |
|                | Michel Bainvel | SE             | 1 107        | 42,18        | 1 476       | 58,54       | 22     | 2      |
|                | Pascal Fily    | DVG            | 938          | 35,74        | 1 045       | 41,45       | 5      |        |
|                | Claude Legoff  | DVG            | 579          | 22,06        |             |             |        |        |
|                |                |                |              |              |             |             |        |        |
| Inscrits       | Inscrits       | Inscrits       | 3 854        | 100,00       | 3 854       | 100,00      |        |        |
| Abstentions    | Abstentions    | Abstentions    | 1 156        | 29,99        | 1 194       | 30,98       |        |        |
| Votants        | Votants        | Votants        | 2 698        | 70,01        | 2 660       | 69,02       |        |        |
| Blancs et nuls | Blancs et nuls | Blancs et nuls | 74           | 2,74         | 139         | 5,23        |        |        |
| Exprimés       | Exprimés       | Exprimés       | 2 624        | 97,26        | 2 521       | 94,77       |        |        |

### Baud
- Maire sortant : Jean-Paul Bertho (PS)
- 29 sièges à pourvoir au conseil municipal (population légale 2011 : 6 059 habitants)
- 11 sièges à pourvoir au conseil communautaire (CC Baud Communauté)

|                          | Jean-Paul Bertho * | PS             | 1 922 | 61,46  | 24 | 9 |  |  |
|                          | Yannick Lucas      | DVD            | 1 205 | 38,53  | 5  | 2 |  |  |
|                          |                    |                |       |        |    |   |  |  |
| Inscrits                 | Inscrits           | Inscrits       | 4 473 | 100,00 |    |   |  |  |
| Abstentions              | Abstentions        | Abstentions    | 1 196 | 26,74  |    |   |  |  |
| Votants                  | Votants            | Votants        | 3 277 | 73,26  |    |   |  |  |
| Blancs et nuls           | Blancs et nuls     | Blancs et nuls | 150   | 4,58   |    |   |  |  |
| Exprimés                 | Exprimés           | Exprimés       | 3 127 | 95,42  |    |   |  |  |
| * Liste du maire sortant |                    |                |       |        |    |   |  |  |

### Belz
- Maire sortant : Bruno Goasmat (DVD)
- 27 sièges à pourvoir au conseil municipal (population légale 2011 : 3 508 habitants)
- 2 sièges à pourvoir au conseil communautaire (CC Auray Quiberon Terre Atlantique)

|                          | Bruno Goasmat * | DVD            | 1 460 | 69,03  | 23 | 2 |  |  |
|                          | Yannick Delval  | SE             | 655   | 30,96  | 4  |   |  |  |
|                          |                 |                |       |        |    |   |  |  |
| Inscrits                 | Inscrits        | Inscrits       | 3 067 | 100,00 |    |   |  |  |
| Abstentions              | Abstentions     | Abstentions    | 823   | 26,83  |    |   |  |  |
| Votants                  | Votants         | Votants        | 2 244 | 73,17  |    |   |  |  |
| Blancs et nuls           | Blancs et nuls  | Blancs et nuls | 129   | 5,75   |    |   |  |  |
| Exprimés                 | Exprimés        | Exprimés       | 2 115 | 94,25  |    |   |  |  |
| * Liste du maire sortant |                 |                |       |        |    |   |  |  |

### Brech
- Maire sortant : Paul Baudic (DVG)
- 29 sièges à pourvoir au conseil municipal (population légale 2011 : 6 540 habitants)
- 3 sièges à pourvoir au conseil communautaire (CC Auray Quiberon Terre Atlantique)

|                | Fabrice Robelet     | DVD            | 1 943 | 57,21  | 23 | 2 |  |  |
|                | Jean-Pierre Kerbart | DVG            | 1 453 | 42,78  | 6  | 1 |  |  |
|                |                     |                |       |        |    |   |  |  |
| Inscrits       | Inscrits            | Inscrits       | 4 977 | 100,00 |    |   |  |  |
| Abstentions    | Abstentions         | Abstentions    | 1 466 | 29,46  |    |   |  |  |
| Votants        | Votants             | Votants        | 3 511 | 70,54  |    |   |  |  |
| Blancs et nuls | Blancs et nuls      | Blancs et nuls | 115   | 3,28   |    |   |  |  |
| Exprimés       | Exprimés            | Exprimés       | 3 396 | 96,72  |    |   |  |  |

### Carnac
- Maire sortant : Jacques Bruneau (UMP)
- 27 sièges à pourvoir au conseil municipal (population légale 2011 : 4 227 habitants)
- 2 sièges à pourvoir au conseil communautaire (CC Auray Quiberon Terre Atlantique)

| Tête de liste  | Tête de liste      | Liste          | Premier tour | Premier tour | Second tour | Second tour | Sièges | Sièges |
| Tête de liste  | Tête de liste      | Liste          | Voix         | %            | Voix        | %           | CM     | CC     |
| -------------- | ------------------ | -------------- | ------------ | ------------ | ----------- | ----------- | ------ | ------ |
|                | Olivier Lepick     | DVD            | 1 236        | 44,44        | 1 597       | 55,83       | 21     | 2      |
|                | Marc Le Rouzic     | UMP            | 841          | 30,24        |             |             |        |        |
|                | Jeannine Le Golvan | DVD            | 704          | 25,31        | 1 263       | 44,16       | 6      |        |
|                |                    |                |              |              |             |             |        |        |
| Inscrits       | Inscrits           | Inscrits       | 4 138        | 100,00       | 4 138       | 100,00      |        |        |
| Abstentions    | Abstentions        | Abstentions    | 1 170        | 28,27        | 1 134       | 27,40       |        |        |
| Votants        | Votants            | Votants        | 2 968        | 71,73        | 3 004       | 72,60       |        |        |
| Blancs et nuls | Blancs et nuls     | Blancs et nuls | 187          | 6,30         | 144         | 4,79        |        |        |
| Exprimés       | Exprimés           | Exprimés       | 2 781        | 93,70        | 2 860       | 95,21       |        |        |

### Caudan
- Maire sortant : Gérard Falquerho (DVD)
- 29 sièges à pourvoir au conseil municipal (population légale 2011 : 6 865 habitants)
- 2 sièges à pourvoir au conseil communautaire (CA Lorient Agglomération)

|                          | Gérard Falquerho * | DVD            | 2 791 | 79,13  | 26 | 2 |  |  |
|                          | Pascale Audoin     | DVG            | 736   | 20,86  | 3  |   |  |  |
|                          |                    |                |       |        |    |   |  |  |
| Inscrits                 | Inscrits           | Inscrits       | 5 597 | 100,00 |    |   |  |  |
| Abstentions              | Abstentions        | Abstentions    | 1 921 | 34,32  |    |   |  |  |
| Votants                  | Votants            | Votants        | 3 676 | 65,68  |    |   |  |  |
| Blancs et nuls           | Blancs et nuls     | Blancs et nuls | 149   | 4,05   |    |   |  |  |
| Exprimés                 | Exprimés           | Exprimés       | 3 527 | 95,95  |    |   |  |  |
| * Liste du maire sortant |                    |                |       |        |    |   |  |  |

### Cléguer
- Maire sortant : Robert Remot (DVD)
- 23 sièges à pourvoir au conseil municipal (population légale 2011 : 3 298 habitants)
- 1 sièges à pourvoir au conseil communautaire (CA Lorient Agglomération)

|                | Alain Nicolazo | DVD            | 1 126 | 64,30  | 19 | 1 |  |  |
|                | Anthony Quero  | DVG            | 625   | 35,69  | 4  |   |  |  |
|                |                |                |       |        |    |   |  |  |
| Inscrits       | Inscrits       | Inscrits       | 2 650 | 100,00 |    |   |  |  |
| Abstentions    | Abstentions    | Abstentions    | 810   | 30,57  |    |   |  |  |
| Votants        | Votants        | Votants        | 1 840 | 69,43  |    |   |  |  |
| Blancs et nuls | Blancs et nuls | Blancs et nuls | 89    | 4,84   |    |   |  |  |
| Exprimés       | Exprimés       | Exprimés       | 1 751 | 95,16  |    |   |  |  |

### Crach
- Maire sortant : Jean-Loïc Bonnemains (DVD)
- 23 sièges à pourvoir au conseil municipal (population légale 2011 : 3 300 habitants)
- 2 sièges à pourvoir au conseil communautaire (CC Auray Quiberon Terre Atlantique)

|                | Annie Le Metour-Audic | DVD            | 1 275 | 100,00 | 23 | 2 |  |  |
|                |                       |                |       |        |    |   |  |  |
| Inscrits       | Inscrits              | Inscrits       | 2 775 | 100,00 |    |   |  |  |
| Abstentions    | Abstentions           | Abstentions    | 1 129 | 40,68  |    |   |  |  |
| Votants        | Votants               | Votants        | 1 646 | 59,32  |    |   |  |  |
| Blancs et nuls | Blancs et nuls        | Blancs et nuls | 371   | 22,54  |    |   |  |  |
| Exprimés       | Exprimés              | Exprimés       | 1 275 | 77,46  |    |   |  |  |

### Elven
- Maire sortant : Marcel Le Boterff (DVG)
- 29 sièges à pourvoir au conseil municipal (population légale 2011 : 5 411 habitants)
- 2 sièges à pourvoir au conseil communautaire (CA Golfe du Morbihan - Vannes Agglomération)

|                | Gérard Gicquel      | SE             | 1 658 | 60,26  | 24 | 2 |  |  |
|                | Marc Dalberto       | DVG            | 759   | 27,58  | 4  |   |  |  |
|                | Didier Simon Texier | SE             | 334   | 12,14  | 1  |   |  |  |
|                |                     |                |       |        |    |   |  |  |
| Inscrits       | Inscrits            | Inscrits       | 3 959 | 100,00 |    |   |  |  |
| Abstentions    | Abstentions         | Abstentions    | 1 140 | 28,80  |    |   |  |  |
| Votants        | Votants             | Votants        | 2 819 | 71,20  |    |   |  |  |
| Blancs et nuls | Blancs et nuls      | Blancs et nuls | 68    | 2,41   |    |   |  |  |
| Exprimés       | Exprimés            | Exprimés       | 2 751 | 97,59  |    |   |  |  |

### Erdeven
- Maire sortant : Marie-Françoise Le Jossec (UMP)
- 23 sièges à pourvoir au conseil municipal (population légale 2011 : 3 496 habitants)
- 2 sièges à pourvoir au conseil communautaire (CC Auray Quiberon Terre Atlantique)

|                | Dominique Riguidel | DVD            | 1 310 | 65,10  | 19 | 2 |  |  |
|                | Alain Bonnec       | DVG            | 702   | 34,89  | 4  |   |  |  |
|                |                    |                |       |        |    |   |  |  |
| Inscrits       | Inscrits           | Inscrits       | 3 082 | 100,00 |    |   |  |  |
| Abstentions    | Abstentions        | Abstentions    | 947   | 30,73  |    |   |  |  |
| Votants        | Votants            | Votants        | 2 135 | 69,27  |    |   |  |  |
| Blancs et nuls | Blancs et nuls     | Blancs et nuls | 123   | 5,76   |    |   |  |  |
| Exprimés       | Exprimés           | Exprimés       | 2 012 | 94,24  |    |   |  |  |

### Férel
- Maire sortant : Patrick Bastien (DVD)
- 23 sièges à pourvoir au conseil municipal (population légale 2011 : 3 041 habitants)
- 2 sièges à pourvoir au conseil communautaire (CA de la Presqu'île de Guérande Atlantique)

|                | Françoise Fonmarty | SE             | 898   | 58,08  | 18 | 2 |  |  |
|                | Jean-Jacques Colin | SE             | 648   | 41,91  | 5  |   |  |  |
|                |                    |                |       |        |    |   |  |  |
| Inscrits       | Inscrits           | Inscrits       | 2 391 | 100,00 |    |   |  |  |
| Abstentions    | Abstentions        | Abstentions    | 758   | 31,70  |    |   |  |  |
| Votants        | Votants            | Votants        | 1 633 | 68,30  |    |   |  |  |
| Blancs et nuls | Blancs et nuls     | Blancs et nuls | 87    | 5,33   |    |   |  |  |
| Exprimés       | Exprimés           | Exprimés       | 1 546 | 94,67  |    |   |  |  |

### Gourin
- Maire sortant : David Le Solliec (UMP)
- 27 sièges à pourvoir au conseil municipal (population légale 2011 : 4 076 habitants)
- 6 sièges à pourvoir au conseil communautaire (CC Roi Morvan Communauté)

|                          | David Le Solliec * | UMP            | 1 380 | 55,26  | 21 | 5 |  |  |
|                          | Gilles Bolzer      | DVG            | 1 117 | 44,73  | 6  | 1 |  |  |
|                          |                    |                |       |        |    |   |  |  |
| Inscrits                 | Inscrits           | Inscrits       | 3 360 | 100,00 |    |   |  |  |
| Abstentions              | Abstentions        | Abstentions    | 715   | 21,28  |    |   |  |  |
| Votants                  | Votants            | Votants        | 2 645 | 78,72  |    |   |  |  |
| Blancs et nuls           | Blancs et nuls     | Blancs et nuls | 148   | 5,60   |    |   |  |  |
| Exprimés                 | Exprimés           | Exprimés       | 2 497 | 94,40  |    |   |  |  |
| * Liste du maire sortant |                    |                |       |        |    |   |  |  |

### Grand-Champ
- Maire sortant : Gilles-Marie Pelletan (MoDem)
- 29 sièges à pourvoir au conseil municipal (population légale 2011 : 5 031 habitants)
- 11 sièges à pourvoir au conseil communautaire (CA Golfe du Morbihan - Vannes Agglomération)

|                          | Yves Bleunven           | UMP            | 1 590 | 56,08  | 23 | 9 |  |  |
|                          | Gilles-Marie Pelletan * | MoDem          | 1 245 | 43,91  | 6  | 2 |  |  |
|                          |                         |                |       |        |    |   |  |  |
| Inscrits                 | Inscrits                | Inscrits       | 3 999 | 100,00 |    |   |  |  |
| Abstentions              | Abstentions             | Abstentions    | 1 072 | 26,81  |    |   |  |  |
| Votants                  | Votants                 | Votants        | 2 927 | 73,19  |    |   |  |  |
| Blancs et nuls           | Blancs et nuls          | Blancs et nuls | 92    | 3,14   |    |   |  |  |
| Exprimés                 | Exprimés                | Exprimés       | 2 835 | 96,86  |    |   |  |  |
| * Liste du maire sortant |                         |                |       |        |    |   |  |  |

### Guer
- Maire sortant : Jean-Luc Bléher (UDI)
- 29 sièges à pourvoir au conseil municipal (population légale 2011 : 6 240 habitants)
- 13 sièges à pourvoir au conseil communautaire (CC De l'Oust à Brocéliande Communauté)

|                          | Jean-Luc Bléher * | UDI            | 1 527 | 57,49  | 23 | 11 |  |  |
|                          | Claudio Jelcic    | PS             | 1 129 | 42,50  | 6  | 2  |  |  |
|                          |                   |                |       |        |    |    |  |  |
| Inscrits                 | Inscrits          | Inscrits       | 4 245 | 100,00 |    |    |  |  |
| Abstentions              | Abstentions       | Abstentions    | 1 401 | 33,00  |    |    |  |  |
| Votants                  | Votants           | Votants        | 2 844 | 67,00  |    |    |  |  |
| Blancs et nuls           | Blancs et nuls    | Blancs et nuls | 188   | 6,61   |    |    |  |  |
| Exprimés                 | Exprimés          | Exprimés       | 2 656 | 93,39  |    |    |  |  |
| * Liste du maire sortant |                   |                |       |        |    |    |  |  |

### Guidel
- Maire sortant : François Aubertin (UMP)
- 33 sièges à pourvoir au conseil municipal (population légale 2011 : 10 260 habitants)
- 3 sièges à pourvoir au conseil communautaire (CA Lorient Agglomération)

|                          | François Aubertin * | UMP            | 3 003 | 52,86  | 26 | 2 |  |  |
|                          | Robert Henault      | PS             | 1 907 | 33,57  | 5  | 1 |  |  |
|                          | Valere Charlery     | DVD            | 770   | 13,55  | 2  |   |  |  |
|                          |                     |                |       |        |    |   |  |  |
| Inscrits                 | Inscrits            | Inscrits       | 8 928 | 100,00 |    |   |  |  |
| Abstentions              | Abstentions         | Abstentions    | 2 941 | 32,94  |    |   |  |  |
| Votants                  | Votants             | Votants        | 5 987 | 67,06  |    |   |  |  |
| Blancs et nuls           | Blancs et nuls      | Blancs et nuls | 307   | 5,13   |    |   |  |  |
| Exprimés                 | Exprimés            | Exprimés       | 5 680 | 94,87  |    |   |  |  |
| * Liste du maire sortant |                     |                |       |        |    |   |  |  |

### Hennebont
- Maire sortant : Gérard Perron (PCF)
- 33 sièges à pourvoir au conseil municipal (population légale 2011 : 15 456 habitants)
- 5 sièges à pourvoir au conseil communautaire (CA Lorient Agglomération)

| Tête de liste  | Tête de liste   | Liste          | Premier tour | Premier tour | Second tour | Second tour | Sièges | Sièges |
| Tête de liste  | Tête de liste   | Liste          | Voix         | %            | Voix        | %           | CM     | CC     |
| -------------- | --------------- | -------------- | ------------ | ------------ | ----------- | ----------- | ------ | ------ |
|                | André Hartereau | DVG-EELV       | 2 623        | 36,74        | 3 471       | 47,67       | 25     | 4      |
|                | Xavier Poureau  | DVD            | 1 988        | 27,84        | 1 876       | 25,76       | 4      |        |
|                | Serge Gerbaud   | PCF-FG         | 1 375        | 19,26        | 1 934       | 26,56       | 4      | 1      |
|                | Olivier Prigent | PS-UDB         | 1 153        | 16,15        |             |             |        |        |
|                |                 |                |              |              |             |             |        |        |
| Inscrits       | Inscrits        | Inscrits       | 11 465       | 100,00       | 11 472      | 100,00      |        |        |
| Abstentions    | Abstentions     | Abstentions    | 4 096        | 35,73        | 3 976       | 34,66       |        |        |
| Votants        | Votants         | Votants        | 7 369        | 64,27        | 7 496       | 65,34       |        |        |
| Blancs et nuls | Blancs et nuls  | Blancs et nuls | 230          | 3,12         | 215         | 2,87        |        |        |
| Exprimés       | Exprimés        | Exprimés       | 7 139        | 96,88        | 7 281       | 97,13       |        |        |

### Inzinzac-Lochrist
- Maire sortant : Jean-Pierre Bageot (PS)
- 29 sièges à pourvoir au conseil municipal (population légale 2011 : 6 129 habitants)
- 2 sièges à pourvoir au conseil communautaire (CA Lorient Agglomération)

|                | Armelle Nicolas | SE             | 1 779 | 53,35  | 23 | 2 |  |  |
|                | Yves Péran      | PS             | 1 555 | 46,64  | 6  |   |  |  |
|                |                 |                |       |        |    |   |  |  |
| Inscrits       | Inscrits        | Inscrits       | 5 075 | 100,00 |    |   |  |  |
| Abstentions    | Abstentions     | Abstentions    | 1 605 | 31,63  |    |   |  |  |
| Votants        | Votants         | Votants        | 3 470 | 68,37  |    |   |  |  |
| Blancs et nuls | Blancs et nuls  | Blancs et nuls | 136   | 3,92   |    |   |  |  |
| Exprimés       | Exprimés        | Exprimés       | 3 334 | 96,08  |    |   |  |  |

### Kervignac
- Maire sortant : Jacques Le Ludec (DVD)
- 29 sièges à pourvoir au conseil municipal (population légale 2011 : 6 183 habitants)
- 9 sièges à pourvoir au conseil communautaire (CC Blavet Bellevue Océan)

|                          | Jacques Le Ludec * | DVD            | 2 192 | 69,25  | 25 | 8 |  |  |
|                          | Laurent Gregori    | SE             | 973   | 30,74  | 4  | 1 |  |  |
|                          |                    |                |       |        |    |   |  |  |
| Inscrits                 | Inscrits           | Inscrits       | 4 586 | 100,00 |    |   |  |  |
| Abstentions              | Abstentions        | Abstentions    | 1 308 | 28,52  |    |   |  |  |
| Votants                  | Votants            | Votants        | 3 278 | 71,48  |    |   |  |  |
| Blancs et nuls           | Blancs et nuls     | Blancs et nuls | 113   | 3,45   |    |   |  |  |
| Exprimés                 | Exprimés           | Exprimés       | 3 165 | 96,55  |    |   |  |  |
| * Liste du maire sortant |                    |                |       |        |    |   |  |  |

### Landévant
- Maire sortant : Jean-François Le Neillon (DVD)
- 23 sièges à pourvoir au conseil municipal (population légale 2011 : 3 332 habitants)
- 2 sièges à pourvoir au conseil communautaire (CC Auray Quiberon Terre Atlantique)

|                | Pascal Le Calve | DVD            | 1 258 | 74,13  | 20 | 2 |  |  |
|                | Anne Barbichon  | DVG            | 439   | 25,86  | 3  |   |  |  |
|                |                 |                |       |        |    |   |  |  |
| Inscrits       | Inscrits        | Inscrits       | 2 629 | 100,00 |    |   |  |  |
| Abstentions    | Abstentions     | Abstentions    | 818   | 31,11  |    |   |  |  |
| Votants        | Votants         | Votants        | 1 811 | 68,89  |    |   |  |  |
| Blancs et nuls | Blancs et nuls  | Blancs et nuls | 114   | 6,29   |    |   |  |  |
| Exprimés       | Exprimés        | Exprimés       | 1 697 | 93,71  |    |   |  |  |

### Lanester
- Maire sortant : Thérèse Thiéry (DVG)
- 35 sièges à pourvoir au conseil municipal (population légale 2011 : 22 164 habitants)
- 7 sièges à pourvoir au conseil communautaire (CA Lorient Agglomération)

| Tête de liste            | Tête de liste     | Liste             | Premier tour | Premier tour | Second tour | Second tour | Sièges | Sièges |
| Tête de liste            | Tête de liste     | Liste             | Voix         | %            | Voix        | %           | CM     | CC     |
| ------------------------ | ----------------- | ----------------- | ------------ | ------------ | ----------- | ----------- | ------ | ------ |
|                          | Thérèse Thiéry *  | DVG-PS-EELV (LNC) | 4 141        | 48,15        | 4 386       | 51,65       | 27     | 6      |
|                          | Joël Izar         | DVD-UMP-UDI-MoDem | 1 926        | 22,39        | 2 608       | 30,71       | 5      | 1      |
|                          | Christèle Rissel  | FG-PCF            | 1 382        | 16,06        | 1 497       | 17,63       | 3      |        |
|                          | Jean-Jacques Valy | DVG-UDB           | 668          | 7,76         |             |             |        |        |
|                          | Cyril Le Bail     | LO                | 483          | 5,61         |             |             |        |        |
|                          |                   |                   |              |              |             |             |        |        |
| Inscrits                 | Inscrits          | Inscrits          | 16 380       | 100,00       | 16 378      | 100,00      |        |        |
| Abstentions              | Abstentions       | Abstentions       | 7 265        | 44,35        | 7 470       | 45,61       |        |        |
| Votants                  | Votants           | Votants           | 9 115        | 55,65        | 8 908       | 54,39       |        |        |
| Blancs et nuls           | Blancs et nuls    | Blancs et nuls    | 515          | 5,65         | 417         | 4,68        |        |        |
| Exprimés                 | Exprimés          | Exprimés          | 8 600        | 94,35        | 8 491       | 95,32       |        |        |
| * Liste du maire sortant |                   |                   |              |              |             |             |        |        |

### Languidic
- Maire sortant : Maurice Olliero (DVD)
- 29 sièges à pourvoir au conseil municipal (population légale 2011 : 7 309 habitants)
- 2 sièges à pourvoir au conseil communautaire (CA Lorient Agglomération)

|                | Patricia Kerjouan  | DVD            | 2 153 | 54,25  | 23 | 2 |  |  |
|                | Claude Le Boursico | DVG            | 1 052 | 26,51  | 4  |   |  |  |
|                | Mbaye Dione        | DVG            | 763   | 19,22  | 2  |   |  |  |
|                |                    |                |       |        |    |   |  |  |
| Inscrits       | Inscrits           | Inscrits       | 5 958 | 100,00 |    |   |  |  |
| Abstentions    | Abstentions        | Abstentions    | 1 833 | 30,77  |    |   |  |  |
| Votants        | Votants            | Votants        | 4 125 | 69,23  |    |   |  |  |
| Blancs et nuls | Blancs et nuls     | Blancs et nuls | 157   | 3,81   |    |   |  |  |
| Exprimés       | Exprimés           | Exprimés       | 3 968 | 96,19  |    |   |  |  |

### Larmor-Plage
- Maire sortant : Victor Tonnerre (DVD)
- 29 sièges à pourvoir au conseil municipal (population légale 2011 : 8 277 habitants)
- 2 sièges à pourvoir au conseil communautaire (CA Lorient Agglomération)

|                          | Victor Tonnerre *    | DVD            | 2 554 | 55,23  | 23 | 2 |  |  |
|                          | Marie-France Normant | DVG            | 1 451 | 31,37  | 4  |   |  |  |
|                          | Gérard Pinguet       | DVG            | 619   | 13,38  | 2  |   |  |  |
|                          |                      |                |       |        |    |   |  |  |
| Inscrits                 | Inscrits             | Inscrits       | 7 547 | 100,00 |    |   |  |  |
| Abstentions              | Abstentions          | Abstentions    | 2 707 | 35,87  |    |   |  |  |
| Votants                  | Votants              | Votants        | 4 840 | 64,13  |    |   |  |  |
| Blancs et nuls           | Blancs et nuls       | Blancs et nuls | 216   | 4,46   |    |   |  |  |
| Exprimés                 | Exprimés             | Exprimés       | 4 624 | 95,54  |    |   |  |  |
| * Liste du maire sortant |                      |                |       |        |    |   |  |  |

### Locminé
- Maire sortant : Grégoire Super (UMP)
- 27 sièges à pourvoir au conseil municipal (population légale 2011 : 4 211 habitants)
- 9 sièges à pourvoir au conseil communautaire (CC Centre Morbihan Communauté)

|                          | Grégoire Super *  | DVD            | 1 234 | 63,34  | 23 | 8 |  |  |
|                          | Corinne Guillot   | SE             | 585   | 30,03  | 4  | 1 |  |  |
|                          | Jacqueline Courio | PS             | 129   | 6,62   |    |   |  |  |
|                          |                   |                |       |        |    |   |  |  |
| Inscrits                 | Inscrits          | Inscrits       | 2 833 | 100,00 |    |   |  |  |
| Abstentions              | Abstentions       | Abstentions    | 832   | 29,37  |    |   |  |  |
| Votants                  | Votants           | Votants        | 2 001 | 70,63  |    |   |  |  |
| Blancs et nuls           | Blancs et nuls    | Blancs et nuls | 53    | 2,65   |    |   |  |  |
| Exprimés                 | Exprimés          | Exprimés       | 1 948 | 97,35  |    |   |  |  |
| * Liste du maire sortant |                   |                |       |        |    |   |  |  |

### Locmiquélic
- Maire sortant : André Le Roux (DVG)
- 27 sièges à pourvoir au conseil municipal (population légale 2011 : 4 186 habitants)
- 1 sièges à pourvoir au conseil communautaire (CA Lorient Agglomération)

| Tête de liste  | Tête de liste          | Liste          | Premier tour | Premier tour | Second tour | Second tour | Sièges | Sièges |
| Tête de liste  | Tête de liste          | Liste          | Voix         | %            | Voix        | %           | CM     | CC     |
| -------------- | ---------------------- | -------------- | ------------ | ------------ | ----------- | ----------- | ------ | ------ |
|                | Nathalie Le Magueresse | DVG            | 982          | 43,54        | 1 206       | 52,73       | 21     | 1      |
|                | Marylene Prigent       | DVD            | 577          | 25,58        | 1 081       | 47,26       | 6      |        |
|                | Stéphane Dreano        | SE             | 472          | 20,93        |             |             |        |        |
|                | Florent Hasselin       | SE             | 224          | 9,93         |             |             |        |        |
|                |                        |                |              |              |             |             |        |        |
| Inscrits       | Inscrits               | Inscrits       | 3 305        | 100,00       | 3 305       | 100,00      |        |        |
| Abstentions    | Abstentions            | Abstentions    | 946          | 28,62        | 924         | 27,96       |        |        |
| Votants        | Votants                | Votants        | 2 359        | 71,38        | 2 381       | 72,04       |        |        |
| Blancs et nuls | Blancs et nuls         | Blancs et nuls | 104          | 4,41         | 94          | 3,95        |        |        |
| Exprimés       | Exprimés               | Exprimés       | 2 255        | 95,59        | 2 287       | 96,05       |        |        |

### Locoal-Mendon
- Maire sortant : Louis Hervé (DVD)
- 23 sièges à pourvoir au conseil municipal (population légale 2011 : 3 167 habitants)
- 2 sièges à pourvoir au conseil communautaire (CC Auray Quiberon Terre Atlantique)

|                | Jean-Maurice Majou | DVD            | 1 210 | 100,00 | 23 | 2 |  |  |
|                |                    |                |       |        |    |   |  |  |
| Inscrits       | Inscrits           | Inscrits       | 2 676 | 100,00 |    |   |  |  |
| Abstentions    | Abstentions        | Abstentions    | 1 090 | 40,73  |    |   |  |  |
| Votants        | Votants            | Votants        | 1 586 | 59,27  |    |   |  |  |
| Blancs et nuls | Blancs et nuls     | Blancs et nuls | 376   | 23,71  |    |   |  |  |
| Exprimés       | Exprimés           | Exprimés       | 1 210 | 76,29  |    |   |  |  |

### Lorient
- Maire sortant : Norbert Métairie (PS)
- 45 sièges à pourvoir au conseil municipal (population légale 2011 : 57 408 habitants)
- 19 sièges à pourvoir au conseil communautaire (CA Lorient Agglomération)

| Tête de liste                                        | Tête de liste      | Liste          | Premier tour | Premier tour | Second tour | Second tour | Sièges | Sièges |
| Tête de liste                                        | Tête de liste      | Liste          | Voix         | %            | Voix        | %           | CM     | CC     |
| ---------------------------------------------------- | ------------------ | -------------- | ------------ | ------------ | ----------- | ----------- | ------ | ------ |
|                                                      | Norbert Métairie * | PS-ECO-UDB     | 8 248        | 42,16        | 8 843       | 42,69       | 33     | 14     |
| Agir avec vous pour Lorient                          |                    |                | 8 248        | 42,16        | 8 843       | 42,69       | 33     | 14     |
|                                                      | Fabrice Loher      | UDI-UMP-MoDem  | 6 190        | 31,64        | 7 050       | 34,03       | 7      | 3      |
| L'Union                                              |                    |                | 6 190        | 31,64        | 7 050       | 34,03       | 7      | 3      |
|                                                      | Joëlle Bergeron    | FN             | 2 892        | 14,78        | 2 855       | 13,78       | 3      | 1      |
| Lorient Bleu marine                                  |                    |                | 2 892        | 14,78        | 2 855       | 13,78       | 3      | 1      |
|                                                      | Delphine Alexandre | PCF-FG-EELV    | 2 233        | 11,41        | 1 966       | 9,49        | 2      | 1      |
| À gauche, l'union citoyenne, solidaire et écologiste |                    |                | 2 233        | 11,41        | 1 966       | 9,49        | 2      | 1      |
|                                                      |                    |                |              |              |             |             |        |        |
| Inscrits                                             | Inscrits           | Inscrits       | 37 866       | 100,00       | 37 870      | 100,00      |        |        |
| Abstentions                                          | Abstentions        | Abstentions    | 17 507       | 46,23        | 16 539      | 43,67       |        |        |
| Votants                                              | Votants            | Votants        | 20 359       | 53,77        | 21 331      | 56,33       |        |        |
| Blancs et nuls                                       | Blancs et nuls     | Blancs et nuls | 796          | 3,91         | 617         | 2,89        |        |        |
| Exprimés                                             | Exprimés           | Exprimés       | 19 563       | 96,09        | 20 714      | 97,11       |        |        |
| * Liste du maire sortant                             |                    |                |              |              |             |             |        |        |

### Mauron
- Maire sortant : Christian Perrocheau (DVD)
- 23 sièges à pourvoir au conseil municipal (population légale 2011 : 3 350 habitants)
- 12 sièges à pourvoir au conseil communautaire (CC Ploërmel Communauté)

|                | Eugène Grasland        | DVD            | 934   | 53,86  | 18 | 9 |  |  |
|                | Charles-Édouard Fichet | DVG            | 800   | 46,13  | 5  | 3 |  |  |
|                |                        |                |       |        |    |   |  |  |
| Inscrits       | Inscrits               | Inscrits       | 2 444 | 100,00 |    |   |  |  |
| Abstentions    | Abstentions            | Abstentions    | 630   | 25,78  |    |   |  |  |
| Votants        | Votants                | Votants        | 1 814 | 74,22  |    |   |  |  |
| Blancs et nuls | Blancs et nuls         | Blancs et nuls | 80    | 4,41   |    |   |  |  |
| Exprimés       | Exprimés               | Exprimés       | 1 734 | 95,59  |    |   |  |  |

### Merlevenez
- Maire sortant : Jean-Michel Corlay (DVD)
- 23 sièges à pourvoir au conseil municipal (population légale 2011 : 3 100 habitants)
- 4 sièges à pourvoir au conseil communautaire (CC Blavet Bellevue Océan)

|                          | Jean-Michel Corlay * | DVD            | 1 093 | 67,71  | 20 | 4 |  |  |
|                          | Joël Jegoux          | SE             | 521   | 32,28  | 3  |   |  |  |
|                          |                      |                |       |        |    |   |  |  |
| Inscrits                 | Inscrits             | Inscrits       | 2 279 | 100,00 |    |   |  |  |
| Abstentions              | Abstentions          | Abstentions    | 591   | 25,93  |    |   |  |  |
| Votants                  | Votants              | Votants        | 1 688 | 74,07  |    |   |  |  |
| Blancs et nuls           | Blancs et nuls       | Blancs et nuls | 74    | 4,38   |    |   |  |  |
| Exprimés                 | Exprimés             | Exprimés       | 1 614 | 95,62  |    |   |  |  |
| * Liste du maire sortant |                      |                |       |        |    |   |  |  |

### Monterblanc
- Maire sortant : Joseph Cloarec (DVD)
- 23 sièges à pourvoir au conseil municipal (population légale 2011 : 3 139 habitants)
- 2 sièges à pourvoir au conseil communautaire (CA Golfe du Morbihan - Vannes Agglomération)

|                | Gérard Guilleron | SE             | 751   | 53,87  | 18 | 2 |  |  |
|                | Yannick Caoudal  | SE             | 643   | 46,12  | 5  |   |  |  |
|                |                  |                |       |        |    |   |  |  |
| Inscrits       | Inscrits         | Inscrits       | 2 273 | 100,00 |    |   |  |  |
| Abstentions    | Abstentions      | Abstentions    | 768   | 33,79  |    |   |  |  |
| Votants        | Votants          | Votants        | 1 505 | 66,21  |    |   |  |  |
| Blancs et nuls | Blancs et nuls   | Blancs et nuls | 111   | 7,38   |    |   |  |  |
| Exprimés       | Exprimés         | Exprimés       | 1 394 | 92,62  |    |   |  |  |

### Moréac
- Maire sortant : André Allioux (DVD)
- 27 sièges à pourvoir au conseil municipal (population légale 2011 : 3 863 habitants)
- 8 sièges à pourvoir au conseil communautaire (CC Centre Morbihan Communauté)

|                | Pascal Roselier     | DVD            | 1 187 | 57,01  | 21 | 6 |  |  |
|                | Jean-Félix Le Masle | SE             | 895   | 42,98  | 6  | 2 |  |  |
|                |                     |                |       |        |    |   |  |  |
| Inscrits       | Inscrits            | Inscrits       | 2 685 | 100,00 |    |   |  |  |
| Abstentions    | Abstentions         | Abstentions    | 534   | 19,89  |    |   |  |  |
| Votants        | Votants             | Votants        | 2 151 | 80,11  |    |   |  |  |
| Blancs et nuls | Blancs et nuls      | Blancs et nuls | 69    | 3,21   |    |   |  |  |
| Exprimés       | Exprimés            | Exprimés       | 2 082 | 96,79  |    |   |  |  |

### Muzillac
- Maire sortant : Joseph Brohan (DVD)
- 27 sièges à pourvoir au conseil municipal (population légale 2011 : 4 707 habitants)
- 5 sièges à pourvoir au conseil communautaire (CC Arc Sud Bretagne)

|                          | Joseph Brohan * | DVD            | 1 860 | 70,61  | 23 | 5 |  |  |
|                          | Jérome Saegaert | DVG            | 774   | 29,38  | 4  |   |  |  |
|                          |                 |                |       |        |    |   |  |  |
| Inscrits                 | Inscrits        | Inscrits       | 3 824 | 100,00 |    |   |  |  |
| Abstentions              | Abstentions     | Abstentions    | 1 074 | 28,09  |    |   |  |  |
| Votants                  | Votants         | Votants        | 2 750 | 71,91  |    |   |  |  |
| Blancs et nuls           | Blancs et nuls  | Blancs et nuls | 116   | 4,22   |    |   |  |  |
| Exprimés                 | Exprimés        | Exprimés       | 2 634 | 95,78  |    |   |  |  |
| * Liste du maire sortant |                 |                |       |        |    |   |  |  |

### Nivillac
- Maire sortant : Jean Thomas (UMP)
- 27 sièges à pourvoir au conseil municipal (population légale 2011 : 4 146 habitants)
- 4 sièges à pourvoir au conseil communautaire (CC Arc Sud Bretagne)

|                | Alain Guihard  | DVD            | 1 402 | 62,44  | 22 | 3 |  |  |
|                | Patrick Muela  | SE             | 843   | 37,55  | 5  | 1 |  |  |
|                |                |                |       |        |    |   |  |  |
| Inscrits       | Inscrits       | Inscrits       | 3 285 | 100,00 |    |   |  |  |
| Abstentions    | Abstentions    | Abstentions    | 967   | 29,44  |    |   |  |  |
| Votants        | Votants        | Votants        | 2 318 | 70,56  |    |   |  |  |
| Blancs et nuls | Blancs et nuls | Blancs et nuls | 73    | 3,15   |    |   |  |  |
| Exprimés       | Exprimés       | Exprimés       | 2 245 | 96,85  |    |   |  |  |

### Noyal-Pontivy
- Maire sortant : Michel Houdebine (DVD)
- 27 sièges à pourvoir au conseil municipal (population légale 2011 : 3 710 habitants)
- 3 sièges à pourvoir au conseil communautaire (CC Pontivy Communauté)

| Tête de liste  | Tête de liste   | Liste          | Premier tour | Premier tour | Second tour | Second tour | Sièges | Sièges |
| Tête de liste  | Tête de liste   | Liste          | Voix         | %            | Voix        | %           | CM     | CC     |
| -------------- | --------------- | -------------- | ------------ | ------------ | ----------- | ----------- | ------ | ------ |
|                | Marc Kerrien    | DVD            | 816          | 39,36        | 1 041       | 52,23       | 21     | 2      |
|                | Bernard Delhaye | SE             | 699          | 33,71        | 952         | 47,76       | 6      | 1      |
|                | Lionel Ropert   | DVG            | 558          | 26,91        |             |             |        |        |
|                |                 |                |              |              |             |             |        |        |
| Inscrits       | Inscrits        | Inscrits       | 2 874        | 100,00       | 2 874       | 100,00      |        |        |
| Abstentions    | Abstentions     | Abstentions    | 713          | 24,81        | 735         | 25,57       |        |        |
| Votants        | Votants         | Votants        | 2 161        | 75,19        | 2 139       | 74,43       |        |        |
| Blancs et nuls | Blancs et nuls  | Blancs et nuls | 88           | 4,07         | 146         | 6,83        |        |        |
| Exprimés       | Exprimés        | Exprimés       | 2 073        | 95,93        | 1 993       | 93,17       |        |        |

### Plescop
- Maire sortant : Nelly Fruchard (UDB)
- 27 sièges à pourvoir au conseil municipal (population légale 2011 : 4 815 habitants)
- 2 sièges à pourvoir au conseil communautaire (CA Golfe du Morbihan - Vannes Agglomération)

| Tête de liste  | Tête de liste      | Liste          | Premier tour | Premier tour | Second tour | Second tour | Sièges | Sièges |
| Tête de liste  | Tête de liste      | Liste          | Voix         | %            | Voix        | %           | CM     | CC     |
| -------------- | ------------------ | -------------- | ------------ | ------------ | ----------- | ----------- | ------ | ------ |
|                | Loïc Le Trionnaire | PS-EELV        | 1 283        | 47,41        | 1 386       | 54,26       | 21     | 2      |
|                | Cyril Jan          | DVD            | 841          | 31,07        | 1 168       | 45,73       | 6      |        |
|                | Christian Gasnier  | DVG            | 582          | 21,50        |             |             |        |        |
|                |                    |                |              |              |             |             |        |        |
| Inscrits       | Inscrits           | Inscrits       | 4 164        | 100,00       | 4 164       | 100,00      |        |        |
| Abstentions    | Abstentions        | Abstentions    | 1 353        | 32,49        | 1 465       | 35,18       |        |        |
| Votants        | Votants            | Votants        | 2 811        | 67,51        | 2 699       | 64,82       |        |        |
| Blancs et nuls | Blancs et nuls     | Blancs et nuls | 105          | 3,74         | 145         | 5,37        |        |        |
| Exprimés       | Exprimés           | Exprimés       | 2 706        | 96,26        | 2 554       | 94,63       |        |        |

### Plœmeur
- Maire sortant : Loïc Le Meur (PS)
- 33 sièges à pourvoir au conseil municipal (population légale 2011 : 17 747 habitants)
- 6 sièges à pourvoir au conseil communautaire (CA Lorient Agglomération)

| Tête de liste            | Tête de liste        | Liste          | Premier tour | Premier tour | Second tour | Second tour | Sièges | Sièges |
| Tête de liste            | Tête de liste        | Liste          | Voix         | %            | Voix        | %           | CM     | CC     |
| ------------------------ | -------------------- | -------------- | ------------ | ------------ | ----------- | ----------- | ------ | ------ |
|                          | Loïc Le Meur *       | PS-DVG         | 3 381        | 38,22        | 4 871       | 49,49       | 8      | 1      |
|                          | Ronan Loas           | UMP-UDI        | 1 761        | 19,90        | 4 970       | 50,50       | 25     | 5      |
|                          | Teaki Dupont         | UDI            | 1 633        | 18,46        |             |             |        |        |
|                          | Loïc Tonnerre        | DVD            | 1 290        | 14,58        |             |             |        |        |
|                          | Michel Le Mestrallan | PCF-FG-EELV    | 780          | 8,81         |             |             |        |        |
|                          |                      |                |              |              |             |             |        |        |
| Inscrits                 | Inscrits             | Inscrits       | 16 227       | 100,00       | 16 227      | 100,00      |        |        |
| Abstentions              | Abstentions          | Abstentions    | 6 834        | 42,11        | 5 865       | 36,14       |        |        |
| Votants                  | Votants              | Votants        | 9 393        | 57,89        | 10 362      | 63,86       |        |        |
| Blancs et nuls           | Blancs et nuls       | Blancs et nuls | 548          | 5,83         | 521         | 5,03        |        |        |
| Exprimés                 | Exprimés             | Exprimés       | 8 845        | 94,17        | 9 841       | 94,97       |        |        |
| * Liste du maire sortant |                      |                |              |              |             |             |        |        |

### Ploeren
- Maire sortant : Gilbert Lorho (DVD)
- 29 sièges à pourvoir au conseil municipal (population légale 2011 : 6 015 habitants)
- 2 sièges à pourvoir au conseil communautaire (CA Golfe du Morbihan - Vannes Agglomération)

|                          | Gilbert Lorho * | DVD            | 2 082 | 70,76  | 25 | 2 |  |  |
|                          | Michel Creuse   | DVG            | 860   | 29,23  | 4  |   |  |  |
|                          |                 |                |       |        |    |   |  |  |
| Inscrits                 | Inscrits        | Inscrits       | 4 801 | 100,00 |    |   |  |  |
| Abstentions              | Abstentions     | Abstentions    | 1 749 | 36,43  |    |   |  |  |
| Votants                  | Votants         | Votants        | 3 052 | 63,57  |    |   |  |  |
| Blancs et nuls           | Blancs et nuls  | Blancs et nuls | 110   | 3,60   |    |   |  |  |
| Exprimés                 | Exprimés        | Exprimés       | 2 942 | 96,40  |    |   |  |  |
| * Liste du maire sortant |                 |                |       |        |    |   |  |  |

### Ploërmel
- Maire sortant : Béatrice Le Marre (PS)
- 29 sièges à pourvoir au conseil municipal (population légale 2011 : 9 221 habitants)
- 14 sièges à pourvoir au conseil communautaire (CC Ploërmel Communauté)

| Tête de liste            | Tête de liste       | Liste          | Premier tour | Premier tour | Second tour | Second tour | Sièges | Sièges |
| Tête de liste            | Tête de liste       | Liste          | Voix         | %            | Voix        | %           | CM     | CC     |
| ------------------------ | ------------------- | -------------- | ------------ | ------------ | ----------- | ----------- | ------ | ------ |
|                          | Patrick Le Diffon   | UMP-UDI        | 1 852        | 38,63        | 2 325       | 47,09       | 22     | 10     |
|                          | Paul Anselin        | DVD            | 1 421        | 29,64        | 1 219       | 24,69       | 3      | 2      |
|                          | Béatrice Le Marre * | PS             | 1 328        | 27,70        | 1 393       | 28,21       | 4      | 2      |
|                          | David Cabas         | S&P            | 193          | 4,02         |             |             |        |        |
|                          |                     |                |              |              |             |             |        |        |
| Inscrits                 | Inscrits            | Inscrits       | 6 981        | 100,00       | 6 981       | 100,00      |        |        |
| Abstentions              | Abstentions         | Abstentions    | 1 975        | 28,29        | 1 912       | 27,39       |        |        |
| Votants                  | Votants             | Votants        | 5 006        | 71,71        | 5 069       | 72,61       |        |        |
| Blancs et nuls           | Blancs et nuls      | Blancs et nuls | 212          | 4,23         | 132         | 2,60        |        |        |
| Exprimés                 | Exprimés            | Exprimés       | 4 794        | 95,77        | 4 937       | 97,40       |        |        |
| * Liste du maire sortant |                     |                |              |              |             |             |        |        |

### Plouay
- Maire sortant : Jacques Le Nay (UDI)
- 29 sièges à pourvoir au conseil municipal (population légale 2011 : 5 293 habitants)
- 1 sièges à pourvoir au conseil communautaire (CA Lorient Agglomération)

|                          | Jacques Le Nay * | UDI            | 2 095 | 71,91  | 25 | 1 |  |  |
|                          | Joël Viot        | DVG            | 818   | 28,08  | 4  |   |  |  |
|                          |                  |                |       |        |    |   |  |  |
| Inscrits                 | Inscrits         | Inscrits       | 4 104 | 100,00 |    |   |  |  |
| Abstentions              | Abstentions      | Abstentions    | 1 047 | 25,51  |    |   |  |  |
| Votants                  | Votants          | Votants        | 3 057 | 74,49  |    |   |  |  |
| Blancs et nuls           | Blancs et nuls   | Blancs et nuls | 144   | 4,71   |    |   |  |  |
| Exprimés                 | Exprimés         | Exprimés       | 2 913 | 95,29  |    |   |  |  |
| * Liste du maire sortant |                  |                |       |        |    |   |  |  |

### Plouhinec
- Maire sortant : Adrien Le Formal
- 29 sièges à pourvoir au conseil municipal (population légale 2011 : 5 085 habitants)
- 7 sièges à pourvoir au conseil communautaire (CC Blavet Bellevue Océan)

|                          | Adrien Le Formal * | DVD            | 1 827 | 63,17  | 24 | 6 |  |  |
|                          | Stephanie Tallec   | SE             | 1 065 | 36,82  | 5  | 1 |  |  |
|                          |                    |                |       |        |    |   |  |  |
| Inscrits                 | Inscrits           | Inscrits       | 4 449 | 100,00 |    |   |  |  |
| Abstentions              | Abstentions        | Abstentions    | 1 367 | 30,73  |    |   |  |  |
| Votants                  | Votants            | Votants        | 3 082 | 69,27  |    |   |  |  |
| Blancs et nuls           | Blancs et nuls     | Blancs et nuls | 190   | 6,16   |    |   |  |  |
| Exprimés                 | Exprimés           | Exprimés       | 2 892 | 93,84  |    |   |  |  |
| * Liste du maire sortant |                    |                |       |        |    |   |  |  |

### Pluméliau
- Maire sortant : Daniel Kerbart (PS)
- 27 sièges à pourvoir au conseil municipal (population légale 2011 : 3 602 habitants)
- 7 sièges à pourvoir au conseil communautaire (CC Centre Morbihan Communauté)

|                          | Benoît Quéro                  | SE             | 1 163 | 56,23  | 22 | 6 |  |  |
|                          | Daniel Kerbart *              | DVG            | 781   | 37,76  | 5  | 1 |  |  |
|                          | Marie-Joelle Kraffe-butruille | SE             | 124   | 5,99   |    |   |  |  |
|                          |                               |                |       |        |    |   |  |  |
| Inscrits                 | Inscrits                      | Inscrits       | 2 642 | 100,00 |    |   |  |  |
| Abstentions              | Abstentions                   | Abstentions    | 501   | 18,96  |    |   |  |  |
| Votants                  | Votants                       | Votants        | 2 141 | 81,04  |    |   |  |  |
| Blancs et nuls           | Blancs et nuls                | Blancs et nuls | 73    | 3,41   |    |   |  |  |
| Exprimés                 | Exprimés                      | Exprimés       | 2 068 | 96,59  |    |   |  |  |
| * Liste du maire sortant |                               |                |       |        |    |   |  |  |

### Plumergat
- Maire sortant : Michel Jalu (DVD)
- 27 sièges à pourvoir au conseil municipal (population légale 2011 : 3 679 habitants)
- 2 sièges à pourvoir au conseil communautaire (CC Auray Quiberon Terre Atlantique)

|                | Odile Rosnarho | DVD            | 1 335 | 100,00 | 27 | 2 |  |  |
|                |                |                |       |        |    |   |  |  |
| Inscrits       | Inscrits       | Inscrits       | 2 845 | 100,00 |    |   |  |  |
| Abstentions    | Abstentions    | Abstentions    | 1 177 | 41,37  |    |   |  |  |
| Votants        | Votants        | Votants        | 1 668 | 58,63  |    |   |  |  |
| Blancs et nuls | Blancs et nuls | Blancs et nuls | 333   | 19,96  |    |   |  |  |
| Exprimés       | Exprimés       | Exprimés       | 1 335 | 80,04  |    |   |  |  |

### Pluneret
- Maire sortant : Jean-Jacques Mérour (DVG)
- 29 sièges à pourvoir au conseil municipal (population légale 2011 : 5 223 habitants)
- 3 sièges à pourvoir au conseil communautaire (CC Auray Quiberon Terre Atlantique)

|                | Franck Vallein | DVG            | 1 420 | 55,08  | 23 | 2 |  |  |
|                | Alain Gourdon  | DVG            | 1 158 | 44,91  | 6  | 1 |  |  |
|                |                |                |       |        |    |   |  |  |
| Inscrits       | Inscrits       | Inscrits       | 4 238 | 100,00 |    |   |  |  |
| Abstentions    | Abstentions    | Abstentions    | 1 497 | 35,32  |    |   |  |  |
| Votants        | Votants        | Votants        | 2 741 | 64,68  |    |   |  |  |
| Blancs et nuls | Blancs et nuls | Blancs et nuls | 163   | 5,95   |    |   |  |  |
| Exprimés       | Exprimés       | Exprimés       | 2 578 | 94,05  |    |   |  |  |

### Pluvigner
- Maire sortant : Guigner Le Henanff (DVD)
- 29 sièges à pourvoir au conseil municipal (population légale 2011 : 7 094 habitants)
- 4 sièges à pourvoir au conseil communautaire (CC Auray Quiberon Terre Atlantique)

|                | Gérard Pillet      | DVG            | 1 925 | 50,22  | 22 | 3 |  |  |
|                | Yvonnick Guehennec | SE             | 1 908 | 49,77  | 7  | 1 |  |  |
|                |                    |                |       |        |    |   |  |  |
| Inscrits       | Inscrits           | Inscrits       | 5 633 | 100,00 |    |   |  |  |
| Abstentions    | Abstentions        | Abstentions    | 1 640 | 29,11  |    |   |  |  |
| Votants        | Votants            | Votants        | 3 993 | 70,89  |    |   |  |  |
| Blancs et nuls | Blancs et nuls     | Blancs et nuls | 160   | 4,01   |    |   |  |  |
| Exprimés       | Exprimés           | Exprimés       | 3 833 | 95,99  |    |   |  |  |

### Pont-Scorff
- Maire sortant : Pierrik Névannen (UMP)
- 23 sièges à pourvoir au conseil municipal (population légale 2011 : 3 337 habitants)
- 1 sièges à pourvoir au conseil communautaire (CA Lorient Agglomération)

| Tête de liste            | Tête de liste      | Liste          | Premier tour | Premier tour | Second tour | Second tour | Sièges | Sièges |
| Tête de liste            | Tête de liste      | Liste          | Voix         | %            | Voix        | %           | CM     | CC     |
| ------------------------ | ------------------ | -------------- | ------------ | ------------ | ----------- | ----------- | ------ | ------ |
|                          | Pierrik Névannen * | DVD            | 716          | 40,56        | 811         | 45,18       | 17     | 1      |
|                          | Didier Le Priol    | DVG            | 455          | 25,77        | 692         | 38,55       | 4      |        |
|                          | Hervé Cozic        | SE             | 319          | 18,07        | 292         | 16,26       | 2      |        |
|                          | Alain Le Gal       | SE             | 275          | 15,58        |             |             |        |        |
|                          |                    |                |              |              |             |             |        |        |
| Inscrits                 | Inscrits           | Inscrits       | 2 623        | 100,00       | 2 630       | 100,00      |        |        |
| Abstentions              | Abstentions        | Abstentions    | 794          | 30,27        | 771         | 29,32       |        |        |
| Votants                  | Votants            | Votants        | 1 829        | 69,73        | 1 859       | 70,68       |        |        |
| Blancs et nuls           | Blancs et nuls     | Blancs et nuls | 64           | 3,50         | 64          | 3,44        |        |        |
| Exprimés                 | Exprimés           | Exprimés       | 1 765        | 96,50        | 1 795       | 96,56       |        |        |
| * Liste du maire sortant |                    |                |              |              |             |             |        |        |

### Pontivy
- Maire sortant : Henri Le Dorze (PS)
- 33 sièges à pourvoir au conseil municipal (population légale 2011 : 14 011 habitants)
- 14 sièges à pourvoir au conseil communautaire (CC Pontivy Communauté)

| Tête de liste  | Tête de liste              | Liste          | Premier tour | Premier tour | Second tour | Second tour | Sièges | Sièges |
| Tête de liste  | Tête de liste              | Liste          | Voix         | %            | Voix        | %           | CM     | CC     |
| -------------- | -------------------------- | -------------- | ------------ | ------------ | ----------- | ----------- | ------ | ------ |
|                | Christine Le Strat         | UDI-MoDem      | 2 628        | 44,94        | 3 254       | 54,09       | 26     | 12     |
|                | Daniel Le Couviour         | PS-UDB         | 1 629        | 27,86        | 1 710       | 28,42       | 5      | 2      |
|                | Éric Seguet                | SE             | 818          | 13,99        | 539         | 8,96        | 1      |        |
|                | Marie-Madeleine Doré-Lucas | DVG-FG-EELV    | 772          | 13,20        | 512         | 8,51        | 1      |        |
|                |                            |                |              |              |             |             |        |        |
| Inscrits       | Inscrits                   | Inscrits       | 9 332        | 100,00       | 9 332       | 100,00      |        |        |
| Abstentions    | Abstentions                | Abstentions    | 3 209        | 34,39        | 3 130       | 33,54       |        |        |
| Votants        | Votants                    | Votants        | 6 123        | 65,61        | 6 202       | 66,46       |        |        |
| Blancs et nuls | Blancs et nuls             | Blancs et nuls | 276          | 4,51         | 187         | 3,02        |        |        |
| Exprimés       | Exprimés                   | Exprimés       | 5 847        | 95,49        | 6 015       | 96,98       |        |        |

### Questembert
- Maire sortant : Paul Paboeuf (PS)
- 29 sièges à pourvoir au conseil municipal (population légale 2011 : 7 464 habitants)
- 7 sièges à pourvoir au conseil communautaire (CC Questembert Communauté)

| Tête de liste            | Tête de liste       | Liste          | Premier tour | Premier tour | Second tour | Second tour | Sièges | Sièges |
| Tête de liste            | Tête de liste       | Liste          | Voix         | %            | Voix        | %           | CM     | CC     |
| ------------------------ | ------------------- | -------------- | ------------ | ------------ | ----------- | ----------- | ------ | ------ |
|                          | Marie Annick Martin | SE             | 1 551        | 41,28        | 2 260       | 55,01       | 23     | 6      |
|                          | Paul Paboeuf *      | PS             | 1 550        | 41,25        | 1 848       | 44,98       | 6      | 1      |
|                          | Guy Rouillard       | DVD            | 656          | 17,46        |             |             |        |        |
|                          |                     |                |              |              |             |             |        |        |
| Inscrits                 | Inscrits            | Inscrits       | 5 546        | 100,00       | 5 545       | 100,00      |        |        |
| Abstentions              | Abstentions         | Abstentions    | 1 529        | 27,57        | 1 295       | 23,35       |        |        |
| Votants                  | Votants             | Votants        | 4 017        | 72,43        | 4 250       | 76,65       |        |        |
| Blancs et nuls           | Blancs et nuls      | Blancs et nuls | 260          | 6,47         | 142         | 3,34        |        |        |
| Exprimés                 | Exprimés            | Exprimés       | 3 757        | 93,53        | 4 108       | 96,66       |        |        |
| * Liste du maire sortant |                     |                |              |              |             |             |        |        |

### Quéven
- Maire sortant : Marc Cozilis (PCF)
- 29 sièges à pourvoir au conseil municipal (population légale 2011 : 8 736 habitants)
- 3 sièges à pourvoir au conseil communautaire (CA Lorient Agglomération)

| Tête de liste            | Tête de liste  | Liste          | Premier tour | Premier tour | Second tour | Second tour | Sièges | Sièges |
| Tête de liste            | Tête de liste  | Liste          | Voix         | %            | Voix        | %           | CM     | CC     |
| ------------------------ | -------------- | -------------- | ------------ | ------------ | ----------- | ----------- | ------ | ------ |
|                          | Marc Boutruche | DVD            | 1 667        | 36,85        | 2 627       | 56,50       | 23     | 2      |
|                          | Marc Cozilis * | PCF            | 1 589        | 35,13        | 2 022       | 43,49       | 6      | 1      |
|                          | Michel Hado    | DVG            | 1 267        | 28,01        |             |             |        |        |
|                          |                |                |              |              |             |             |        |        |
| Inscrits                 | Inscrits       | Inscrits       | 7 445        | 100,00       | 7 444       | 100,00      |        |        |
| Abstentions              | Abstentions    | Abstentions    | 2 744        | 36,86        | 2 516       | 33,80       |        |        |
| Votants                  | Votants        | Votants        | 4 701        | 63,14        | 4 928       | 66,20       |        |        |
| Blancs et nuls           | Blancs et nuls | Blancs et nuls | 178          | 3,79         | 279         | 5,66        |        |        |
| Exprimés                 | Exprimés       | Exprimés       | 4 523        | 96,21        | 4 649       | 94,34       |        |        |
| * Liste du maire sortant |                |                |              |              |             |             |        |        |

### Quiberon
- Maire sortant : Jean-Michel Belz (DVD)
- 29 sièges à pourvoir au conseil municipal (population légale 2011 : 5 028 habitants)
- 3 sièges à pourvoir au conseil communautaire (CC Auray Quiberon Terre Atlantique)

| Tête de liste            | Tête de liste      | Liste          | Premier tour | Premier tour | Second tour | Second tour | Sièges | Sièges |
| Tête de liste            | Tête de liste      | Liste          | Voix         | %            | Voix        | %           | CM     | CC     |
| ------------------------ | ------------------ | -------------- | ------------ | ------------ | ----------- | ----------- | ------ | ------ |
|                          | Bernard Hilliet    | DVD            | 1 193        | 34,79        | 1 478       | 42,14       | 21     | 2      |
|                          | Jean-Michel Belz * | DVD            | 1 124        | 32,77        | 1 434       | 40,88       | 6      | 1      |
|                          | Jacques Leroy      | SE             | 612          | 17,84        | 595         | 16,96       | 2      |        |
|                          | Marc Gontard       | SE             | 500          | 14,58        |             |             |        |        |
|                          |                    |                |              |              |             |             |        |        |
| Inscrits                 | Inscrits           | Inscrits       | 4 876        | 100,00       | 4 877       | 100,00      |        |        |
| Abstentions              | Abstentions        | Abstentions    | 1 390        | 28,51        | 1 308       | 26,82       |        |        |
| Votants                  | Votants            | Votants        | 3 486        | 71,49        | 3 569       | 73,18       |        |        |
| Blancs et nuls           | Blancs et nuls     | Blancs et nuls | 57           | 1,64         | 62          | 1,74        |        |        |
| Exprimés                 | Exprimés           | Exprimés       | 3 429        | 98,36        | 3 507       | 98,26       |        |        |
| * Liste du maire sortant |                    |                |              |              |             |             |        |        |

### Riantec
- Maire sortant : Jean-Michel Bonhomme (DVD)
- 29 sièges à pourvoir au conseil municipal (population légale 2011 : 5 117 habitants)
- 1 sièges à pourvoir au conseil communautaire (CA Lorient Agglomération)

|                          | Jean-Michel Bonhomme * | SE             | 1 800 | 65,59  | 24 | 1 |  |  |
|                          | Gérard Ollivier        | DVG            | 944   | 34,40  | 5  |   |  |  |
|                          |                        |                |       |        |    |   |  |  |
| Inscrits                 | Inscrits               | Inscrits       | 4 143 | 100,00 |    |   |  |  |
| Abstentions              | Abstentions            | Abstentions    | 1 238 | 29,88  |    |   |  |  |
| Votants                  | Votants                | Votants        | 2 905 | 70,12  |    |   |  |  |
| Blancs et nuls           | Blancs et nuls         | Blancs et nuls | 161   | 5,54   |    |   |  |  |
| Exprimés                 | Exprimés               | Exprimés       | 2 744 | 94,46  |    |   |  |  |
| * Liste du maire sortant |                        |                |       |        |    |   |  |  |

### Saint-Avé
- Maire sortant : Hervé Pellois (PS)
- 33 sièges à pourvoir au conseil municipal (population légale 2011 : 10 559 habitants)
- 4 sièges à pourvoir au conseil communautaire (CA Golfe du Morbihan - Vannes Agglomération)

|                | Anne Gallo       | DVG            | 2 633 | 51,04  | 25 | 3 |  |  |
|                | Patrick Vrigneau | DVD            | 2 525 | 48,95  | 8  | 1 |  |  |
|                |                  |                |       |        |    |   |  |  |
| Inscrits       | Inscrits         | Inscrits       | 8 420 | 100,00 |    |   |  |  |
| Abstentions    | Abstentions      | Abstentions    | 3 024 | 35,91  |    |   |  |  |
| Votants        | Votants          | Votants        | 5 396 | 64,09  |    |   |  |  |
| Blancs et nuls | Blancs et nuls   | Blancs et nuls | 238   | 4,41   |    |   |  |  |
| Exprimés       | Exprimés         | Exprimés       | 5 158 | 95,59  |    |   |  |  |

### Saint-Nolff
- Maire sortant : Joël Labbé (EELV)
- 27 sièges à pourvoir au conseil municipal (population légale 2011 : 3 712 habitants)
- 2 sièges à pourvoir au conseil communautaire (CA Golfe du Morbihan - Vannes Agglomération)

|                | Nadine Le Goff-carnec | DVG            | 1 118 | 52,76  | 21 | 2 |  |  |
|                | Marie-Laurence Le Ray | DVG            | 1 001 | 47,23  | 6  |   |  |  |
|                |                       |                |       |        |    |   |  |  |
| Inscrits       | Inscrits              | Inscrits       | 3 167 | 100,00 |    |   |  |  |
| Abstentions    | Abstentions           | Abstentions    | 957   | 30,22  |    |   |  |  |
| Votants        | Votants               | Votants        | 2 210 | 69,78  |    |   |  |  |
| Blancs et nuls | Blancs et nuls        | Blancs et nuls | 91    | 4,12   |    |   |  |  |
| Exprimés       | Exprimés              | Exprimés       | 2 119 | 95,88  |    |   |  |  |

### Sarzeau
- Maire sortant : David Lappartient (UMP)
- 29 sièges à pourvoir au conseil municipal (population légale 2011 : 7 688 habitants)
- 10 sièges à pourvoir au conseil communautaire (CA Golfe du Morbihan - Vannes Agglomération)

|                          | David Lappartient * | UMP            | 3 253 | 71,30  | 25 | 9 |  |  |
|                          | Marie-Cécile Riedi  | DVG            | 1 309 | 28,69  | 4  | 1 |  |  |
|                          |                     |                |       |        |    |   |  |  |
| Inscrits                 | Inscrits            | Inscrits       | 6 979 | 100,00 |    |   |  |  |
| Abstentions              | Abstentions         | Abstentions    | 2 153 | 30,85  |    |   |  |  |
| Votants                  | Votants             | Votants        | 4 826 | 69,15  |    |   |  |  |
| Blancs et nuls           | Blancs et nuls      | Blancs et nuls | 264   | 5,47   |    |   |  |  |
| Exprimés                 | Exprimés            | Exprimés       | 4 562 | 94,53  |    |   |  |  |
| * Liste du maire sortant |                     |                |       |        |    |   |  |  |

### Séné
- Maire sortant : Luc Foucault (MRC)
- 29 sièges à pourvoir au conseil municipal (population légale 2011 : 8 741 habitants)
- 3 sièges à pourvoir au conseil communautaire (CA Golfe du Morbihan - Vannes Agglomération)

|                          | Luc Foucault *   | DVG            | 2 622 | 55,63  | 23 | 3 |  |  |
|                          | Philippe Le Foll | DVD            | 1 071 | 22,72  | 3  |   |  |  |
|                          | Michel Mougin    | DVD            | 1 020 | 21,64  | 3  |   |  |  |
|                          |                  |                |       |        |    |   |  |  |
| Inscrits                 | Inscrits         | Inscrits       | 7 441 | 100,00 |    |   |  |  |
| Abstentions              | Abstentions      | Abstentions    | 2 580 | 34,67  |    |   |  |  |
| Votants                  | Votants          | Votants        | 4 861 | 65,33  |    |   |  |  |
| Blancs et nuls           | Blancs et nuls   | Blancs et nuls | 148   | 3,04   |    |   |  |  |
| Exprimés                 | Exprimés         | Exprimés       | 4 713 | 96,96  |    |   |  |  |
| * Liste du maire sortant |                  |                |       |        |    |   |  |  |

### Sérent
- Maire sortant : Alain Marchal (DVG)
- 23 sièges à pourvoir au conseil municipal (population légale 2011 : 3 024 habitants)
- 4 sièges à pourvoir au conseil communautaire (CC De l'Oust à Brocéliande Communauté)

|                          | Alain Marchal * | DVG            | 1 181 | 100,00 | 23 | 4 |  |  |
|                          |                 |                |       |        |    |   |  |  |
| Inscrits                 | Inscrits        | Inscrits       | 2 297 | 100,00 |    |   |  |  |
| Abstentions              | Abstentions     | Abstentions    | 830   | 36,13  |    |   |  |  |
| Votants                  | Votants         | Votants        | 1 467 | 63,87  |    |   |  |  |
| Blancs et nuls           | Blancs et nuls  | Blancs et nuls | 286   | 19,50  |    |   |  |  |
| Exprimés                 | Exprimés        | Exprimés       | 1 181 | 80,50  |    |   |  |  |
| * Liste du maire sortant |                 |                |       |        |    |   |  |  |

### Sulniac
- Maire sortant : Pierre Le Droguen (DVG)
- 23 sièges à pourvoir au conseil municipal (population légale 2011 : 3 234 habitants)
- 2 sièges à pourvoir au conseil communautaire (CA Golfe du Morbihan - Vannes Agglomération)

|                | Marylène Conan  | DVG            | 1 128 | 68,32  | 20 | 2 |  |  |
|                | Denise Flipeaux | SE             | 523   | 31,67  | 3  |   |  |  |
|                |                 |                |       |        |    |   |  |  |
| Inscrits       | Inscrits        | Inscrits       | 2 456 | 100,00 |    |   |  |  |
| Abstentions    | Abstentions     | Abstentions    | 731   | 29,76  |    |   |  |  |
| Votants        | Votants         | Votants        | 1 725 | 70,24  |    |   |  |  |
| Blancs et nuls | Blancs et nuls  | Blancs et nuls | 74    | 4,29   |    |   |  |  |
| Exprimés       | Exprimés        | Exprimés       | 1 651 | 95,71  |    |   |  |  |

### Surzur
- Maire sortant : Marcel Le Nevé (DVD)
- 27 sièges à pourvoir au conseil municipal (population légale 2011 : 3 823 habitants)
- 2 sièges à pourvoir au conseil communautaire (CA Golfe du Morbihan - Vannes Agglomération)

| Tête de liste            | Tête de liste    | Liste          | Premier tour | Premier tour | Second tour | Second tour | Sièges | Sièges |
| Tête de liste            | Tête de liste    | Liste          | Voix         | %            | Voix        | %           | CM     | CC     |
| ------------------------ | ---------------- | -------------- | ------------ | ------------ | ----------- | ----------- | ------ | ------ |
|                          | Marcel Le Nevé * | DVD            | 837          | 38,64        | 1 016       | 48,42       | 6      |        |
|                          | Michèle Nadeau   | SE             | 684          | 31,57        | 1 082       | 51,57       | 21     | 2      |
|                          | Robert Malzahn   | DVD            | 645          | 29,77        |             |             |        |        |
|                          |                  |                |              |              |             |             |        |        |
| Inscrits                 | Inscrits         | Inscrits       | 3 160        | 100,00       | 3 160       | 100,00      |        |        |
| Abstentions              | Abstentions      | Abstentions    | 911          | 28,83        | 969         | 30,66       |        |        |
| Votants                  | Votants          | Votants        | 2 249        | 71,17        | 2 191       | 69,34       |        |        |
| Blancs et nuls           | Blancs et nuls   | Blancs et nuls | 83           | 3,69         | 93          | 4,24        |        |        |
| Exprimés                 | Exprimés         | Exprimés       | 2 166        | 96,31        | 2 098       | 95,76       |        |        |
| * Liste du maire sortant |                  |                |              |              |             |             |        |        |

### Theix
- Maire sortant : Yves Questel (DVG)
- 29 sièges à pourvoir au conseil municipal (population légale 2011 : 6 726 habitants)
- 3 sièges à pourvoir au conseil communautaire (CA Vannes Agglo)

|                          | Yves Questel *   | DVD            | 2 125 | 62,29  | 24 | 2 |  |  |
|                          | Xavier Tripoteau | UDI            | 1 286 | 37,70  | 5  | 1 |  |  |
|                          |                  |                |       |        |    |   |  |  |
| Inscrits                 | Inscrits         | Inscrits       | 5 396 | 100,00 |    |   |  |  |
| Abstentions              | Abstentions      | Abstentions    | 1 790 | 33,17  |    |   |  |  |
| Votants                  | Votants          | Votants        | 3 606 | 66,83  |    |   |  |  |
| Blancs et nuls           | Blancs et nuls   | Blancs et nuls | 195   | 5,41   |    |   |  |  |
| Exprimés                 | Exprimés         | Exprimés       | 3 411 | 94,59  |    |   |  |  |
| * Liste du maire sortant |                  |                |       |        |    |   |  |  |

### Vannes
- Maire sortant : David Robo (UMP)
- 45 sièges à pourvoir au conseil municipal (population légale 2011 : 52 784 habitants)
- 24 sièges à pourvoir au conseil communautaire (CA Golfe du Morbihan - Vannes Agglomération)

|                          | David Robo *        | UMP-UDI-MoDem             | 10 816 | 52,77  | 37 | 19 |  |  |
| Vannes c'est ensemble    |                     |                           | 10 816 | 52,77  | 37 | 19 |  |  |
|                          | Simon Uzenat        | PS-EELV-CAP21-PRG-UDB-VPC | 4 374  | 21,34  | 5  | 3  |  |  |
| L'Alternance             |                     |                           | 4 374  | 21,34  | 5  | 3  |  |  |
|                          | Bertrand Iragne     | FN                        | 1 998  | 9,74   | 2  | 1  |  |  |
| Vannes Bleu marine       |                     |                           | 1 998  | 9,74   | 2  | 1  |  |  |
|                          | Nicolas Le Quintrec | DVG (ex-PS)               | 1 363  | 6,65   | 1  | 1  |  |  |
| Vannes au centre         |                     |                           | 1 363  | 6,65   | 1  | 1  |  |  |
|                          | Anita Kervadec      | FG                        | 799    | 3,89   |    |    |  |  |
| Partageons la ville      |                     |                           | 799    | 3,89   |    |    |  |  |
|                          | Vincent Salette     | DVD-DLR                   | 750    | 3,65   |    |    |  |  |
| Vannes à tribord         |                     |                           | 750    | 3,65   |    |    |  |  |
|                          | Bertrand Deléon     | PB                        | 396    | 1,93   |    |    |  |  |
| Gwened - Vannes 2014     |                     |                           | 396    | 1,93   |    |    |  |  |
|                          |                     |                           |        |        |    |    |  |  |
| Inscrits                 | Inscrits            | Inscrits                  | 35 566 | 100,00 |    |    |  |  |
| Abstentions              | Abstentions         | Abstentions               | 14 667 | 41,24  |    |    |  |  |
| Votants                  | Votants             | Votants                   | 20 899 | 58,76  |    |    |  |  |
| Blancs et nuls           | Blancs et nuls      | Blancs et nuls            | 403    | 1,93   |    |    |  |  |
| Exprimés                 | Exprimés            | Exprimés                  | 20 496 | 98,07  |    |    |  |  |
| * Liste du maire sortant |                     |                           |        |        |    |    |  |  |